# Joel Pina
Joel Manuel Pina ComM (Rosmaninhal, 17 de Fevereiro de 1920 — Cascais, 11 de Fevereiro de 2021), foi um músico português, que se destacou pelo seu contributo no fado.

## Biografia

### Nascimento e formação
Nasceu na localidade de Rosmaninhal, no concelho de Idanha-a-Nova, em 17 de Fevereiro de 1920. Conheceu o fado ainda na infância, através de programas de rádio, tendo sido um autodidacta em termos de formação musical, principalmente em viola e guitarra.

### Carreira
Mudou-se para Lisboa em 1938, tendo-se empregado em 1961 como funcionário público, na Inspecção das Atividades Económicas.
Na capital começou a frequentar as casas de fado, tendo travado conhecimento com vários músicos, como Martinho d'Assunção, que lhe estendeu um convite para fazer parte do seu conjunto, na função de baixista. Depois deste início de carreira, também esteve na Adega Machado durante alguns anos, em conjunto com Francisco Carvalhinho e Armando Machado, e posteriormente integrou o grupo das guitarras de Raul Nery. Além das casas de Fado, também tocou para a rádio e fez gravações em estúdio.
Deixou um grande contributo para o fado, tendo sido um dos principais responsáveis pela introdução do baixo acústico naquele estilo musical. Colaborou com músicos de renome, como Amália Rodrigues, com quem esteve durante cerca de três décadas, Beatriz da Conceição, Maria Teresa de Noronha, Ricardo Ribeiro, João Braga, Cristina Branco,, Fontes Rocha e Fernando Farinha. Foi considerado como uma referência do Fado, tenho ganho o epíteto de professor.
Em 2014, Ivan Dias realizou o documentário Joel Pina — O Professor. Em Setembro de 2020, foi organizado um concerto de homenagem a Joel Pina no Teatro São Luiz, em Lisboa, por ocasião do seu centenário, e que foi coordenado pelo guitarrista Pedro de Castro. Este evento teve a participação de músicos como Maria da Fé, Mariza, Gonçalo Salgueiro, Mísia, Teresa Siqueira e Lenita Gentil.

### Morte
Morreu em 11 de Fevereiro de 2021, no Hospital de Cascais, onde estava internado após ter sofrido um acidente vascular cerebral. Após o seu falecimento, a Ministra da Cultura emitiu uma nota de pesar, onde o recordou como «uma das figuras de destaque da cultura portuguesa» devido ao «seu trabalho e por representar parte tão significativa da memória do Fado», tendo sido um «Modelo de dedicação e inventividade, com aquela tão rara qualidade de quem sabe criar novo com profundo respeito pelo antigo, tão bem conhecido». O Museu do Fado também lamentou a sua morte, tendo destacado o seu «contributo determinante para a consagração do Fado como Património Cultural Imaterial da Humanidade (UNESCO)».

## Condecorações
Em 8 de Junho de 2012, foi condecorado com o grau de comendador da Ordem do Mérito.
Foi uma das 50 figuras do fado e da guitarra portuguesa homenageadas, em 2012, aquando da celebração do primeiro aniversário do fado enquanto Património Imaterial da Humanidade, tendo nessa altura recebido a Medalha Municipal de Mérito (Grau Ouro), da cidade de Lisboa. 